# Unbreakable (Michael-Jackson-Lied)
Unbreakable ist ein Song des US-amerikanischen Sängers Michael Jackson, der am 29. Oktober 2001 auf dem Album Invincible erschien. Unbreakable war eigentlich als kommerzielle Single mit einem Musikvideo, in dem auch der verstorbene Rapper The Notorious B.I.G. auftauchen sollte, geplant. Aufgrund eines Streits von Jackson mit Sony Music wurden diese Vorhaben nie realisiert. Stattdessen erschien nur eine 12″-Promo mit der Albumversion in Großbritannien und eine CD-Promo mit einer Single Edit in Frankreich. 

## Entstehung
Unbreakable wurde von Michael Jackson und Rodney Jerkins produziert. Das Lied wurde von insgesamt acht Autoren darunter auch Jackson und Jerkins selbst geschrieben. Das Lied enthält einen Rap von The Notorious B.I.G, der bereits am 9. März 1997 ermordet worden war. Deswegen wurde der Rap aus dem Song You Can’t Stop the Reign von Shaquille O’Neal übernommen. Unbreakable war damit nach This Time Around von 1995 die zweite Zusammenarbeit zwischen Jackson und The Notorious B.I.G.  An den Background Vocals war die Sängerin Brandy beteiligt, die mit Jerkins zu der Zeit an ihrem Album Full Moon arbeitete, jedoch ist ihre Stimme in der fertigen Produktion praktisch nicht mehr herauszuhören.

## Inhalt
Unbreakable richtet sich an die Personen, die Jackson hassen und versuchen Jacksons Image in der Öffentlichkeit zu schaden. Jackson behauptet dies hätte keine Auswirkungen auf sein Image und seine Person sowie sein künstlerischen Schaffen.

“You can try to stop me

But it wont do a thing

No matter what you do

I'm still gonna be here

Through all your lies and silly games

I'm a still remain the same

I'm unbreakable”

## Kritiken
The Stuart News, welcher Invinicble generell ziemlich schlecht bewertete, schrieb über Unbreakable „der Track verspricht weit mehr, als das Album letztendlich abliefern kann.“ Der Song bestehe aus einem House-Keyboard-Riff, einem schweren Dance-Groove und Jackson unverkennbarer Stimme. Der Rap-Beitrag von Notorious B.I.G. bringe zumindest ein Gefühl von zeitgenössischen Hip-Hop in Jacksons Musik.

## Besetzung
- Produktion: Michael Jackson, Rodney Jerkins
- Komposition: Michael Jackson, Rodney Jerkins, Fred Jerkins III,  LaShawn Daniels, Nora Payne, Robert Smith, Carl McIntosh, Jane Eugene, Steve Nichol
- Gesang/Hintergrundgesang: Michael Jackson
- Hintergrundgesang: Brandy
- Rap: The Notorious B.I.G. (von You Can’t Stop the Reign)
- Keyboard, Synthesizer: Michael Jackson, Rodney Jerkins
- Tontechnik: Stuart Brawley (Tontechniker), Paul Foley (assistierender Tontechniker)
- Mix: Bruce Swedien, Rodney Jerkins, Stuart Brawley